# كيس اوف لايف (فرقة)
كيس اوف لايف هي فرقة فتيات كورية جنوبية تشكلت في عام 2023 ، وتتألف من جولي وناتي وبيل وهانيول. تم تشكيل الفرقة من قبل شركة S2 للترفيه ، وقد ظهرت الفرقة لأول مرة رسميًا في 5 يوليو 2023 مع الألبوم المصغر Kiss of Life .

## اسم الفرقة
يحتوي اسم الفرقة ، الذي تم استنباطه من كلمات بمعنى "التنفس" و "الحيوية" ، على الطموح "لبث نفس جديد في صناعة الموسيقى بالموسيقى والسحر". 

## أعضاء الفرقة
- جولي ( 줄리 ) [2] - قائدة الفرقة
- ناتي ( 나띠 ) [3]
- حسناء ( 벨 ) [4]
- هانول ( 하늘 ) [5]

## روابط خارجية
- باللغة الكورية